# Sonia Picado Sotela
Sonia Picado Sotela, (sinh ngày 20 tháng 12 năm 1936, San José, Costa Rica), là một luật gia Costa Rica, chính trị gia và giáo sư đại học có kinh nghiệm trong lĩnh vực nhân quyền.

## Cuộc sống
Sotela đã giữ các chức vụ trong Ủy ban Nhân quyền liên Mỹ, bao gồm Giám đốc Nội bộ (1983-1984); Giám đốc điều hành Attaches (1984-1987) và Giám đốc điều hành (1987-1994).
Hiện tại, bà đang nắm giữ chức chủ tịch của IACHR, người phụ nữ đầu tiên tổ chức cuộc hẹn này. Trước đây, bà đã thành lập một phần của Tòa án Nhân quyền liên Mỹ, trong đó bà là một thẩm phán và, từ năm 1988 đến 1994, phó chủ tịch. Tương tự như vậy, bà là thành viên của Hội đồng quản lý trong an ninh con người của Liên hợp quốc, Tòa án Trọng tài thường trực tại Hague, và đối thoại liên Mỹ.
Bà cũng từng là đại sứ của Costa Rica tại Hoa Kỳ từ năm 1994 đến năm 1998 và Nhà lập pháp năm 1998-2002 bởi Đảng Giải phóng Quốc gia. Từ đây, bà đã thực hiện các cuộc chiến quan trọng để kết hợp quan điểm giới tính với các dự án luật riêng biệt và thúc đẩy các lợi ích khác cho phụ nữ Costa Rica.
Bà có một con đường được công nhận là người bảo vệ quyền con người, đặc biệt là trong việc thúc đẩy và đấu tranh để cải thiện nhân quyền cho phụ nữ.

## Ấn phẩm
Ngoài nhiều bài báo được công bố ở cấp quốc gia và quốc tế, ý kiến của bà đã được thể hiện trong các tác phẩm sau: "Political Participation of Woman: A challenge yesterday, today and always" (2001), "Woman and Politics" (2002) và "Human Security and Human rights" (2003).